# Canonichesse regolari di San Lorenzo Giustiniani
Le Canonichesse regolari di San Lorenzo Giustiniani, o monache giustinianee, sono un istituto religioso femminile di diritto pontificio con case autonome.

## Storia
La prima casa dell'ordine fu fondata da Martín de Selva, decano della cattedrale, che, con l'approvazione del vescovo Rodrigo Borgia, nel 1490 trasformò il suo palazzo di Murcia in monastero affinché la sorella Isabella, la nipote Teresa e una loro servitrice nera potessero abbracciarvi la vita religiosa.
Il fondatore diede al monastero una regola basata su quella dei canonici di San Giorgio in Alga e adattata per le religiose. La scelta di tale regola è attribuita a un contatto di Martín de Selva con i canonici regolari di San Giovanni Evangelista, che seguivano proprio le costituzioni dei canonici di San Giorgio in Alga.
L'erezione del monastero fu approvata da papa Innocenzo VIII nel 1491.
Un'istituzione simile fu fondata nel 1510 a Cuenca dal canonico cattedrale Alfonso Ruiz, fu approvata da papa Leone X nel 1516 e nel 1533 fu aggregata al monastero romano di San Salvatore in Lauro, dei canonici di San Giorgio in Alga. Altri due monasteri sorsero presto a Redondela e Albacete.
I quattro monasteri si federarono tra loro e nel 1570, come i canonici del ramo maschile, accettarono le disposizioni del concilio di Trento adottando la regola di sant'Agostino.
Ai primi monasteri se ne aggiunsero altri a Huete, Villaescusa de Haro, Garcinarro, Albaida...
Dopo la canonizzazione di san Lorenzo Giustiniani le monache presero il nome di religiose giustinianee e iniziarono a venerare come loro fondatore il santo patriarca di Venezia insieme con la beata Arcangela Salvadori, religiosa del monastero veneziano di San Daniele fondato da Giustiniani su incarico di papa Eugenio IV.
Nel corso dell'Ottocento alcuni monasteri furono soppressi dalle autorità civili, altre comunità si estinsero o si fusero. Sopravvissero i monasteri della Madre de Dios a Murcia, di San Pedro a Cuenca e de la Inmaculada a Onil, fondato da religiose provenienti da Murcia ed eretto il 20 aprile 1890.

## Attività e diffusione
Le giustinianee sono religiose di stretta clausura e di voti solenni dedite alla vita contemplativa.
L'abito è costituito da tonaca bianca, cuffia bianca, velo nero e (in ricordo del colore dell'abito dei canonici "celestini" di San Giorgio in Alga e delle monache veneziane della Celestia) scapolare azzurro. Sul petto portano uno scudetto con l'immagine della Vergine e le chiavi di san Pietro.
Oltre che in Spagna, i monasteri di canonichesse giustinianee sono presenti in Perù.
Alla fine del 2015 l'ordine contava 4 monasteri e 22 religiose.